# Membro do Parlamento (Reino Unido)
No Reino Unido, um Membro do Parlamento (MP) é um indivíduo eleito para servir na Câmara dos Comuns do Parlamento do Reino Unido.

## Sistema eleitoral
Todos os 650 membros do Parlamento do Reino Unido são eleitos usando o sistema de votação do tipo " primeiro após o envio " em constituintes de um único membro em todo o Reino Unido, onde cada constituinte tem seu próprio representante único

## Eleições
Todos os cargos de MP tornam-se simultaneamente vagos para as eleições realizadas em um ciclo de cinco anos. A Lei dos Parlamentos com mandato fixo de 2011 estabelece que as eleições gerais ordinárias sejam realizadas na primeira quinta-feira de maio, a cada cinco anos. No entanto, com a aprovação do Parlamento, ambas as eleições gerais de 2017 e 2019 foram realizadas antes do calendário estabelecido pela lei.
Se uma vaga surgir em outro momento, devido a morte ou renúncia, uma vaga no distrito eleitoral pode ser preenchida por uma eleição parcial. De acordo com a Lei da Representação do Povo de 1981, qualquer parlamentar condenado a mais de um ano de prisão automaticamente desocupa seu assento. Para certos tipos de atos ilícitos menores, o Recall of MPs Act 2015 determina que uma petição de recall seja aberta; se for assinado por mais de 10% dos eleitores registrados dentro do distrito, o assento é vago.

## Elegibilidade
Para ser elegível para ser deputado, uma pessoa deve ter pelo menos 18 anos e ser cidadão do Reino Unido , de um país da Commonwealth ou da Irlanda. Uma pessoa não precisa estar registrada para votar, nem há restrições quanto ao local de residência do candidato.
A Lei de Desqualificação da Câmara dos Comuns de 1975 proíbe os detentores de vários cargos de deputados. Isso inclui funcionários públicos , policiais, membros das forças armadas e juízes. Os membros da Câmara dos Lordes não têm permissão para ocupar assentos na Câmara dos Comuns. Membros de legislaturas fora da Commonwealth são excluídos, com a isenção da legislatura irlandesa.  Além disso, os membros do Senedd Cymru - Welsh Parliament ou da Northern Ireland Assembly também não são elegíveis para os Commons de acordo com o País de Galese Leis da Irlanda do Norte (Disposições Diversas), respectivamente, aprovadas em 2014.
Pessoas que estão falidas não suportam ser deputados. A Lei da Representação do Povo de 1981 exclui pessoas que atualmente cumprem pena de prisão de um ano ou mais.

## Título
Os membros do Parlamento têm o direito de usar o título nominal do cargo de MP. Os deputados são apenas referidos como "honrados" como cortesia durante os debates na Câmara dos Comuns ou se forem filhos de um colega. Aqueles que são membros do Conselho Privado usam a forma The Right Honorable (The Rt Hon. Ou Rt Hon.) Nome MP.

## Responsabilidades
O primeiro dever de um membro do Parlamento é fazer o que ele ou ela pensa em seu julgamento fiel e desinteressado ser correto e necessário para a honra e segurança da Grã-Bretanha. Seu segundo dever é para com seus constituintes, dos quais ele é o representante, mas não o delegado. A famosa declaração de Burke sobre este assunto é bem conhecida. É apenas em terceiro lugar que seu dever de organização ou programa partidário ganha destaque. Todas essas três lealdades devem ser observadas, mas não há dúvida da ordem em que se encontram sob qualquer manifestação saudável de democracia.— - Winston Churchill , Deveres de um Membro do Parlamento (c.1954–1955)
Em Teoria, os deputados contemporâneos são considerados com duas funções, ou três se pertencerem a um partido político. Sua principal responsabilidade é agir no interesse nacional. Eles também devem agir no interesse de seus constituintes, desde que isso não anule sua responsabilidade principal. Finalmente, se pertencerem a um partido político, podem agir no interesse desse partido, subordinando-se às outras duas atribuições.